# Let There Be Love
Let There Be Love er en sang af og med det britiske band, Oasis. Nummeret, som er skrevet af guitarist Noel Gallagher, blev udgivet i forbindelse med bandets sjette studiealbum Don't Believe the Truth som den tredje single ud af tre – i USA var det dog den anden single – hvilket sker 28. november 2005. Singlen opnåede en andenplads på den britiske hitliste. En demoudgave af nummeet blevet allerede optaget under indspilningerne af pladen Standing on the Shoulders of Giants. En piratplade fra disse optagelser blev lækket ud på internettet i foråret 2000. Nummeret blev på det tidspunkt uofficielt benævnt It's a Crime på mange bootlegs. Albumversionen af sangen har næsten samme struktur som demoen, men med en lille ændring i melodien. Teksten i omkvædet er bibeholdt, mens versene er blevet helt omskrevet. Der blev udgivet endnu en demo, da Let There Be Love DVD-singlen udkom. Den havde samme tekst som på den endelige studieversion, og faktisk tager albumversionen nogle elementer fra demoen, så som klaveret. Nummeret er sandsynligvis blevet indspillet i 2003 eller 2004, før de egentlige indspilninger af albummet Don't Believe the Truth. Videoen er en montage af nogle af Oasis' koncerter i sommeren 2005, deriblandt klip fra koncerterne på Hampden Park og City of Manchester Stadium. Sangen er ikke blevet spillet live endnu, udover en enkelt gang på en italiensk radiostation. Her spillede Noel Gallagher sangen akustisk.

## Tracklister

### Engelske udgave
- CD RKIDSCD 32

1. "Let There Be Love" – 5:31
2. "Sittin’ Here In Silence (On My Own)" – 1:58
3. "Rock 'n' Roll Star" (live at City of Manchester Stadium – 2 July 2005) – 7:47

- 10" RKID 32

1. "Let There Be Love" – 5:31
2. "Sittin’ Here In Silence (On My Own)" – 1:58

- DVD RKIDSDVD 32

1. "Let There Be Love" – 5:31
2. "Let There Be Love" (demo) – 5:25
3. Excerpts from the forthcoming film "Lord Don't Slow Me Down" og videoen til "Let There Be Love" – 13:25

### Japanske udgave
1. "Let There Be Love" (Radio edit)
2. "Rock 'n' Roll Star" (live at City of Manchester Stadium – 2 July 2005)
3. "Don't Look Back in Anger" (live at City of Manchester Stadium – 2 July 2005)

### Promoverings udgivelser (UK/US)
- Promotional CD single RKIDSCD32P udgivet i oktober 2005 af Big Brother i England.
- Promotional CD single ESK51109 udgivet i may 2005 af Epic Records i staterne.

1. "Let There Be Love" (radio edit) – 3:53

## Eksterne links
- Oasisinet, Oasis' officielle hjemmeside
- promo video på Youtube.